# Société africaine de crédit automobile
La Société africaine de crédit automobile (Safca) est une société anonyme au capital de 1 299 160 000 F CFA. Première institution financière établie en 1958 en Côte d'ivoire, elle finance l'automobile, l'équipement agricole ou commercial et divers nouveaux équipements d'occasion. En avril 2003, sous l'autorisation  du Conseil régional de l’épargne publique et des marchés financiers (CREPMF), la Société africaine de crédit-bail (Safbail) fusionne avec la Société africaine de crédit automobile (Safca).
La Safca est cotée à la BRVM.